# Шкода В'ячеслав Євгенович
В'ячесла́в Євге́нович Шко́да́ (нар. 1 травня 1929 — пом. 4 березня 2011) — знам'янський історик-краєзнавець, шевченкознавець, громадський діяч, почесний громадянин міста Знам’янки,  нащадок шевченківського роду, член Історичного клубу «Холодний Яр», організатор знам'янських делегацій до Холодного Яру впродовж 15 років,почесний козак Чорноліського полку, лауреат премії імені Володимира Винниченка, лауреат обласної краєзнавчої премії імені Володимира Ястребова, лауреат державної краєзнавчої премії імені Дмитра Яворницького.

## Життєпис
В'ячеслав Євгенович Шкода народився 1 травня 1929 року у Знам'янці Кіровоградської області.
Він закінчив Одеський педінститут імені Костянтина Ушинського (філологія та логіка), а згодом і Кіровоградське музичне училище (диригент хору й викладач сольфеджіо).
Від 1952 року працював викладачем дитячої трудової виховної колонії УМВС Одеської області, а від 1954 у Знам'янці викладав українську мову в школах міста. Також В'ячеслав Шкода працював інспектором райвно, директором Знам'янської селищної школи робітничої молоді, викладав музичну літературу в дитячій музичній школі імені Віталія Лисенка. Від 1989 року — директор міського музею «Кобзарева світлиця». Від 2004 року він зберігає фонди Знам'янського міського краєзнавчого музею.
Краєзнавчі дослідження видатний нащадок Кобзаря розпочав 1946 року. Основні напрямки:
- історія міст і сіл району,
- археологія,
- топонімія,
- природа чорноліського краю,
- шевченкознавство,
- видатні земляки.

Багато пам'яток археології на Кіровоградщині було розвідано й обстежено разом з Нінель Михайлівною Бокій.
За своє життя він написав півсотні публікацій у пресі, в тому числі й нарис-дослідження «Брат композитора» (Вітчизна. — 1965. — № 2), «Місто Знам'янка» в томі «Історія міст і сіл УРСР. Кіровоградська область», путівник «Знам'янка» у співавторстві з Віктором Проценком (Дніпропетровськ, «Промінь», 1971).

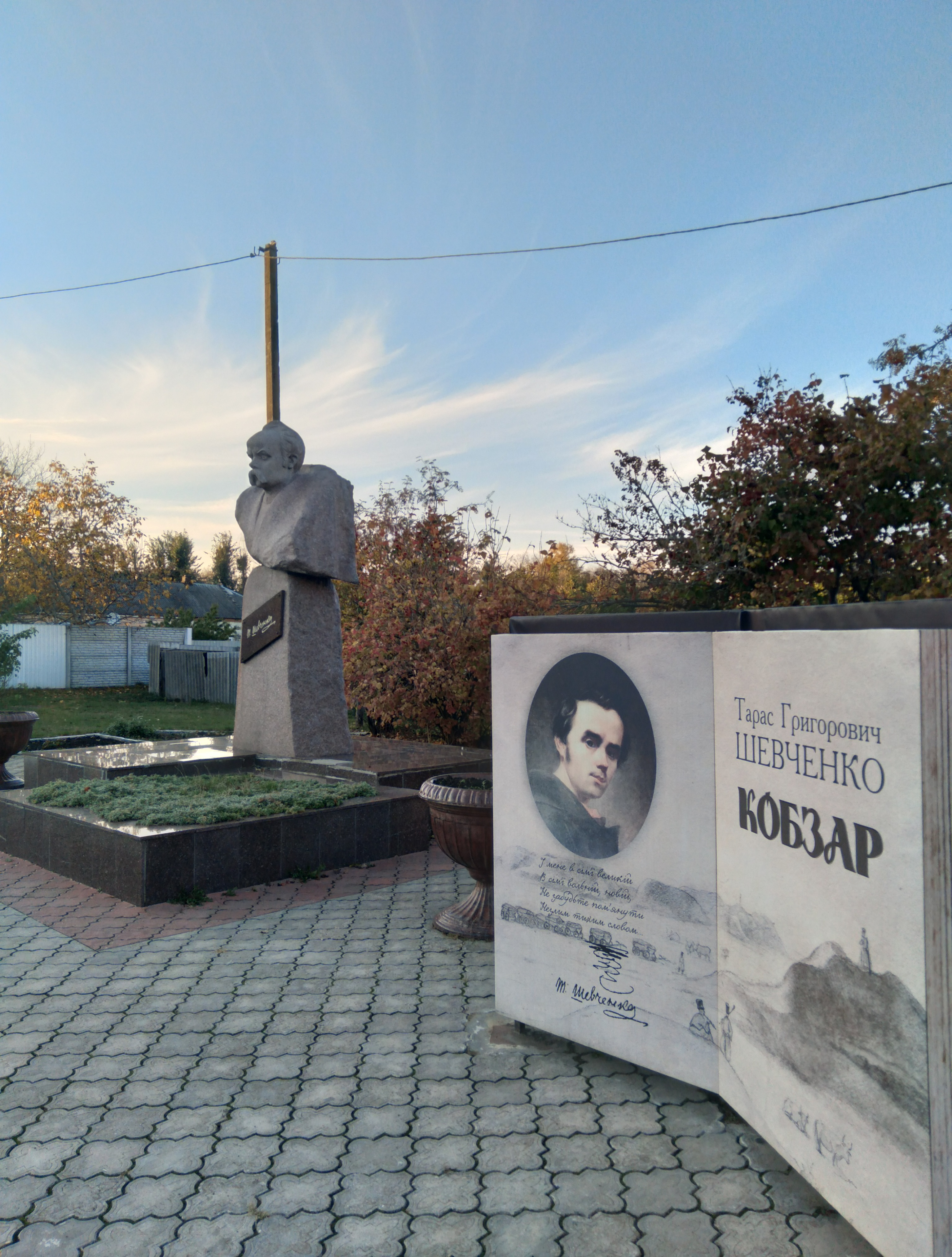
Добудований пам'ятник Тарасові Шевченку у Знам'янці

Саме В'ячеслав Шкода ще далекого 1989 року виступив із ініціативою встановлення у Знам'янці пам'ятника Тарасові Шевченку та брав участь у затвердженні проектів обох монументів 1994 та 2008 років. Саме він був ініціатором присвоєння Знам'янській залізничній лікарні імені Андрія Лисенка 1983 році. Завдяки його громадянському неспокою було встановлено у місті та селищах району меморіальні дошки на честь Андрія Лисенка, Миколи Лисенка, Михайла Старицького, Кароля Шимановського. В'ячеслав Шкода був ініціатором і постійним учасником, навіть останніми роками під час хвороби, щорічної акції Пам'яті героїв Холодноярської республіки. Він організовував традиційні щорічні виїзди міськрайонних делегацій у квітні до Холодного Яру і 22 травня на батьківщину Тараса Шевченка. Він брав участь у роботі та акціях окремого Чорноліського полку імені козака Мамая, за що йому було надано звання Почесного козака Чорноліського полку. Також нащадок Шевченка був постійним членом і учасником кількох громадських організацій, серед яких Асоціація дослідників голодоморів в Україні, Науково-просвітний фонд Тараса Григоровича Шевченка, історичний клуб «Холодний Яр». Він ініціював понад десять документальних фільмів краєзнавчого спрямування Знам'янської та Кіровоградської телерадіокомпаній. Був оповідачем у ряді документальних стрічок, які демонструвалися на місцевому, обласному та республіканському телебаченні.
За своє життя В'ячеслав Шкода зумів стати почесним громадянином міста Знам'янки, членом Ради поважних козаків. Також він має низку нагород. Є лауреатом премії імені Володимира Винниченка, лауреатом обласної краєзнавчої премії імені Володимира Ястребова за рукопис «Чорне озеро. Реалії і легенди в контексті історії». Також він є першим і єдиним в області лауреатом державної краєзнавчої премії імені Дмитра Яворницького.

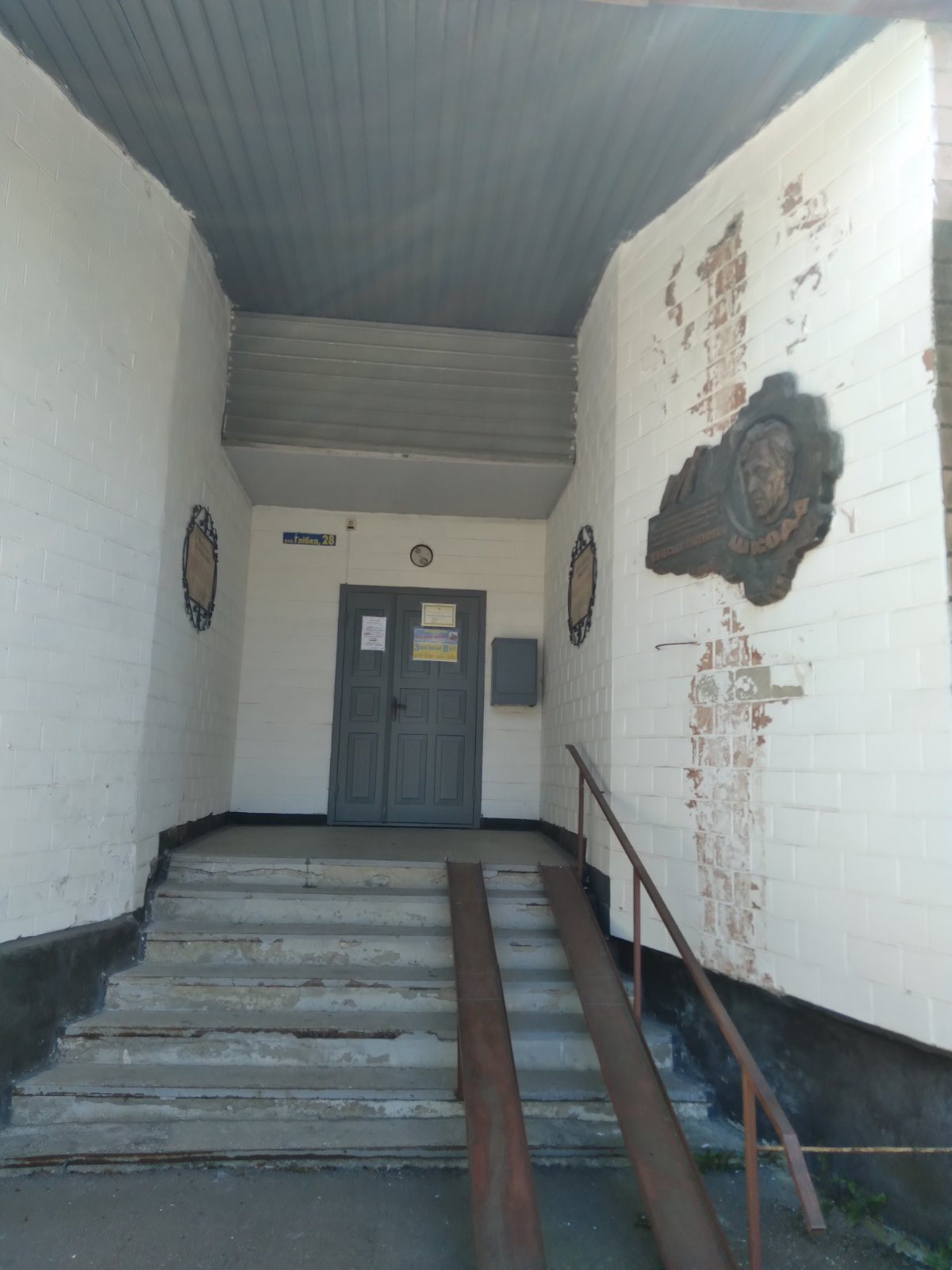
пам'ятна дошка біля входу в музей

В березні 2015 року у Знам'янці відкрили меморіальну дошку пам'яті В'ячеслава Шкоди.

## Нащадок Шевченківського роду
В’ячеслав Євгенович Шкода – нащадок Шевченківського роду. 
Сам Тарас Григорович Шевченко не був одружений, тому найближчими його нащадками є діти його братів і сестер. Місто Знам’янка безпосередньо пов’язане з іменем Тарасової сестри Катерини.
Катерина побралася з кріпаком Антоном Красицьким. У цьому шлюбі народилося 12 дітей — Федора, Соломія, Марія, Олена, Тетяна, Яким, Єгор, Степан, Семен, Федір, Феодосія, Максим. Живими залишилося четверо — Яким, Степан, Максим та Федора.
З кінця ХІХ ст. в Знам’янці оселились родини від трьох дітей Катерини Красицької: Максима, Якима і Степана, що дали численне покоління нащадків.
П’ятеро дітей вивів у світ Степан. Вже наприкінці 1890-х років у Знам’янку із Зеленої Діброви прибув його син Єгор Красицький, щоб працювати на залізниці, що тоді було справою досить новою. З часом на вулиці Базарній (нині – Глібка) він спорудив будинок, де пізніше буватиме чимало діячів української культури. 
У Єгора Степановича було шестеро дітей. Двоє з них – Володимир і Олімпіада, все життя жили у Знам’янці.
Олімпіада Георгіївна Красицька взяла шлюб з Петром Федоровичем Шкодою. У них народилося четверо дітей: Євген, Костянтин, Юрій і Микола. Талановитим письменником, драматургом став син Олімпіади Красицької-Шкоди Євген. Він дуже любив театр, керував самодіяльним колективом. 
Саме у його родині, у шлюбі з Ганною Лукінічною Петленко,  ародився В’ячеслав Євгенович Шкода та його брати Володимир та Євген.